# Rhymes of Lunacy
Rhymes of Lunacy è il primo album in studio del gruppo musicale svedese Memento Mori, pubblicato nel giugno del 1993.

## Descrizione
Dalla collaborazione nata tra Messiah Marcolin, già cantante dei Candlemass, e il chitarrista Mike Wead nacquero i Memento Mori. I due completarono la formazione con Nikkey Argento (chitarra), Marty Marteen (basso) e Snowy Shaw (Mercyful Fate) alla batteria. Con questa formazione nel 1993 il gruppo registrò Rhymes of Lunacy, album metal tecnico e progressivo, influenzato dal doom.
La quinta traccia, Lost Horizons, è una cover dell'omonimo brano del Michael Schenker Group.

## Tracce
1. The Rhyme – 1:04
2. The Seeds of Hatred – 6:09
3. Morbid Fear – 4:19
4. The Caravan of Souls – 5:54
5. Lost Horizons (cover del Michael Schenker Group) – 5:56
6. When Nothing Remain – 5:10
7. Forbidden Dreams – 3:55
8. Little Anne's Not an Angel – 4:55
9. Fear of God – 5:11
10. The Riddle – 1:56
11. The Monolith – 7:17